# Годничак Василь Іванович
Василь Іванович Годничак (рос. Василий Иванович Годничак, угор. László Godnicsák; 1927, Мукачево, Перша Чехословацька Республіка) — радянський український футболіст угорського походження, захисник.

## Життєпис
Футболом розпочав займатися в чехословацьких командах словацької групи СЕ Мукачево (1937) та Мункачі СЕ, який згодом змінив назву на Мункачі ЛСЕ, й протягом 1939—1944 років виступав в угорському чемпіонаті, у сезоні 1943/44 року тренувався вже з дорослою командою клубу. (З моменту створення Австор-Угорської імперії Мукачево було важливим культурним та економічним центром графства Берег Угорського королівства. СЕ Мукачево було засноване в 1910 року й одразу ж почало виступати в Північній групі другого дивізіону чемпіонату Угорщини. За Тріанонським мирним (4 червня 1920 року) договором Закарпаття було включено до Чехословаччини, тому мукачівська команда виступала в чехословацькому чемпіонаті. За першим Віденським арбітражом район (2 листопада 1938 року) Фельвідек та частина Закарпаття були повернуті Угорщині, тому команди з цих районів знову почали виступати в угорському чемпіонаті. Влітку 1939 року Мункачі СЕ опинився в зоні Фельвідекі другого дивізіону чемпіонату Угорщини, де виступав разом з Діосдьорг МАВАГ (тепер — ДВТК), Дебреценом ВСК, Ошді ВТК (Ожді Когач), Ніредьгазою ТВЕ, Перецеш ТК, столичними СБТК, ССЕ, БШКРТ (БКВ Елюр) та БВСК, а також з клубами з повернутих територій Лосонц АФК, Фулекі ТК, Кассаі СК, Унгвар АК, Берегшиш ФТК та унгварською (ужгородською) СК «Русь»). Мункачі СЕ став переможцем третього дивізіону угорського чемпіонату й поступово стає другою за силою командою Підкарпаття, в 1941 році здобуває путівку до другого дивізіону угорського чемпіонату, проте незабаром повертається до третього дивізіону, де однак знову стає переможцем «Гірської» зони і виходить до Другого дивізіону північної групи (1944). Проте після декількох турів вже нового сезону через наближення фронту чемпіонат було зупинено, в той же час у Вищому дивізіоні чемпіонату Угорщини за участю столичних календарні матчі проходили до грудня. За Паризькою мирною угодою Закарпаття було відокремлене від Угощини та передане Радянському Союзу. Мункач ЛСЕ припинив свої виступи в угорських футбольних змаганнях, а на його базі було створено новий клуб, «Більшовик», який з 1947 року виступав в українській зоні другої групи. Василь та його партнери по команді стали гравцями цього клубу. Наступного року робітниа команда «Більшовик» дійшла до фіналу кубку УРСР, де 26 жовтня 1948 року у вирішальному поєдинку на стадіоні «Динамо» з рахунком 1:4 поступилася київському «Динамо». 
У листопаді 1948 року Василь Годничак перейшов до київського «Динамо», в якому вже виступало багато гравців із Закарпаття. З Ужгорода, влітку того ж року, Георгій Лавер став першим закарпатцем, який перебрався до складу столичного гранда. Через два місяці його колишній партнер по команді Янош Фабіян пішов тим же шляхом, а восени вперше в історії радянського футболу одразу 7 закарпатців були передані київській команді, а саме: Дезидерій Товт, Міхайло Міхалина, Михайло Коман, Ернест Юст, Василь Гажо, Золтан Сенгетовський й ін. а також Золтан Дьєрфі. До цієї кагорти молодих угорських талантів, які виховувалися угорськими та чехословацькими клубами, через два роки приєднався й Тиберій Попович). У футболці київського клубу дебютував 19 травня 1949 року в програному (1:4) виїзному поєдинку 7-о туру вищої ліги проти московського «Динамо». Годничук вийшов на поле на 46-й хвилині, замінивши Георгія Лавера. У складі київських «динамівців» у 1949 році виграв «малі золоті медалі» в першості резервних команд. Того року в команді було багато молодих закарпатців, які були ключовими гравцями у клубі, й демпонстрували впевнену гру як у національних змаганнях так і на міжнародному рівні. Після трьох сезонів, проведених у «Динамо», Василь перейшов до іншої київської команди, БО, яка виступала в Першій лізі СРСР, з яким у 1952 році став півфіналістом кубку СРСР. У 1953 році перейшов до складу дніпропетровського «Дніпра», у футболці якої зіграв 8 матчів. Проте через численні травми змушений був завершити активну футбольну кар'єру та перейшов на тренерську роботу. Працював у спортивному товаристві «Трудові резерви».

## Досягнення
УРСР
- Чемпіонат УРСР
  -  Чемпіон (1): 1947

- Кубок УРСР
  -  Фіналіст (1): 1948

СРСР
- Чемпіонат СРСР (резервні команди)
  -  Чемпіон (1): 1949